# Cryptantha maritima
Cryptantha maritima är en strävbladig växtart som först beskrevs av Edward Lee Greene, och fick sitt nu gällande namn av Edward Lee Greene. Cryptantha maritima ingår i släktet Cryptantha, och familjen strävbladiga växter. Utöver nominatformen finns också underarten C. m. pilosa.